# Cricetomys emini
La rata gigante de Gambia  (Cricetomys emini) es una especie de rata en la superfamilia  muroidea. Es pariente de la  Cricetomys gambianus, la rata de Gambia.

## Distribución y hábitat
Son nativas de África y se las encuentra en los bordes de los bosques y en las planicies.  La rata gigante de Gambia es una mejor trepadora que su pariente más conocido la rata de Gambia.  Estas ratas poseen bolsas en sus carrillos similares a las que poseen los hamsters.

## Descripción
La rata gigante de Gambia y la rata de Gambia poseen muy pocas diferencias físicas:
- La rata gigante posee una diferencia distintiva de color entre la zona inferior del abdomen y la parte superior de su cuerpo.  Su abdomen es gris/blanco, mientras que la parte superior del cuerpo es marrón oscuro. La cola posee el extremo blanco.  La rata de Gambia tiene un color marrón grisáceo casi uniforme en todo su cuerpo, apenas se aclara un poco en la zona del abdomen.

- La rata gigante posee un aspecto delgado y musculoso.  Son excelentes trepadoras.  La rata de Gambia es algo más gruesa, y de aspecto más agreste, y son menos arborícolas que las ratas gigantes.

- La rata gigante tiende a pesar menos y ser algo más pequeña que la rata de Gambia.

Ambas especies se comercializan como mascotas.